# 彼得堡和列宁格勒州共产党人

彼得堡共产党人标志

列宁格勒州共产党人标志

彼得堡和列宁格勒州共产党人（俄語：Коммунисты Петербурга и Ленинградской области，羅馬化：Kommunisty Peterburga i Leningradskoy oblasti，缩写为或）是俄罗斯的一个奉行科学共产主义的跨地区公共组织，成立于2003年4月12日，由俄罗斯联邦列宁主义共产主义青年联盟圣彼得堡分支以及圣彼得堡一些区的俄罗斯联邦共产党地方委员会的成员组成。该组织于2003年11月24日在联邦国家注册、地籍和制图局正式登记。
该组织因各种出格的言论和挑衅性行为而获得广泛关注。有观点认为，该组织是一个滑稽性质的组织，其目的在于通过以共产党人名义发布惊世骇俗的言论来挑衅并抹黑共产党人；然而，该组织的代表在接受媒体采访时表示，这种说法是该组织的政治对手雇佣的博主散布的。
2012年，该党参与创建“俄罗斯共产党人”党，成为后者的一部分，但仍保留自己的组织。